# Amtsgericht Lorsch
Das Amtsgericht Lorsch war ein 1879 bis 1968 bestehendes hessisches Amtsgericht mit Sitz in der Stadt Lorsch.

## Gründung
Mit dem Gerichtsverfassungsgesetz von 1877 wurden Organisation und Bezeichnungen der Gerichte reichsweit vereinheitlicht. Am 1. Oktober 1879 hob das Großherzogtum Hessen deshalb die Landgerichte auf, die bis dahin in den rechtsrheinischen Provinzen des Großherzogtums die Gerichte erster Instanz gewesen waren. Funktional ersetzt wurden sie durch Amtsgerichte. So ersetzte das Amtsgericht Lorsch das Landgericht Lorsch. „Landgerichte“ nannten sich nun die den Amtsgerichten direkt übergeordneten Obergerichte. Das Amtsgericht Lorsch wurde dem Bezirk des Landgerichts Darmstadt zugeordnet.

## Bezirk
Der Gerichtsbezirk des Amtsgerichts Lorsch umfasste:
| Gemeinde                   | Herkunft           | Zugang | Abgang | Nach                    |
| -------------------------- | ------------------ | ------ | ------ | ----------------------- |
| Biedensand (Feldgemarkung) | ?                  | 1879   | 1905   | Amtsgericht Lampertheim |
| Bobstadt                   | Landgericht Lorsch | 1879   | 1934   | Amtsgericht Lampertheim |
| Boxheimer Hof              | Landgericht Lorsch | 1879   | 1934   | Amtsgericht Lampertheim |
| Bürstadt                   | Landgericht Lorsch | 1879   | 1934   | Amtsgericht Lampertheim |
| Erbach                     | Landgericht Lorsch | 1879   | 1934   | Amtsgericht Bensheim    |
| Groß-Hausen                | Landgericht Lorsch | 1879   | 1934   | Amtsgericht Bensheim    |
| Heppenheim                 | Landgericht Lorsch | 1879   | 1934   | Amtsgericht Bensheim    |
| Hofheim                    | Landgericht Lorsch | 1879   | 1934   | Amtsgericht Worms       |
| Hüttenfeld                 | Landgericht Lorsch | 1879   | 1905   | Amtsgericht Lampertheim |
| Klein-Hausen               | Landgericht Lorsch | 1879   | 1934   | Amtsgericht Bensheim    |
| Kirschhausen               | Landgericht Lorsch | 1879   | 1934   | Amtsgericht Bensheim    |
| Lampertheim                | Landgericht Lorsch | 1879   | 1905   | Amtsgericht Lampertheim |
| Lorsch                     | Landgericht Lorsch | 1879   | 1934   | Amtsgericht Bensheim    |
| Lorscher Wald              | Landgericht Lorsch | 1879   | 1934   | Amtsgericht Bensheim    |
| Neuschloß                  | Landgericht Lorsch | 1879   | 1905   | Amtsgericht Lampertheim |
| Seehof                     | Landgericht Lorsch | 1879   | 1905   | Amtsgericht Lampertheim |
| Oberhambach                | Landgericht Lorsch | 1879   | 1902   | Amtsgericht Bensheim    |
| Ober-Laudenbach            | Landgericht Lorsch | 1879   | 1934   | Amtsgericht Bensheim    |
| Sonderbach                 | Landgericht Lorsch | 1879   | 1934   | Amtsgericht Bensheim    |
| Unter-Hambach              | Landgericht Lorsch | 1879   | 1902   | Amtsgericht Bensheim    |
| Viernheim                  | Landgericht Lorsch | 1879   | 1905   | Amtsgericht Lampertheim |
| Wald-Erlenbach             | Landgericht Lorsch | 1879   | 1934   | Amtsgericht Bensheim    |

## Weitere Entwicklung
An das am 1. Mai 1902 neu errichtete Amtsgericht Bensheim wurden die Gemeinden Ober- und Unter-Hambach abgegeben. Am 1. Juni 1905 wurde der Bezirk des Amtsgerichts Lorsch geteilt und aus einigen Orten der selbständige Amtsgerichtsbezirk Lampertheim gebildet.

## Ende
Zum 1. Oktober 1934 wurde das Amtsgericht Lorsch aufgelöst. Der Gerichtsbezirk wurde überwiegend dem Amtsgericht Bensheim zugeteilt.

## Gerichtsgebäude
Das Gericht erhielt 1879 ein neues Gebäude am Kaiser-Wilhelm-Platz. Es wird seit September 1979 von der Lorscher Stadtverwaltung genutzt. Das ehemalige Gerichtsgebäude ist ein Kulturdenkmal aufgrund des Hessischen Denkmalschutzgesetzes und steht unter Denkmalschutz.